# Julio Rubiano
Julio Alberto Rubiano Pachón (* 19. August 1953 in Nemocón; † 8. Januar 2019 in Bogotá) war ein kolumbianischer Radrennfahrer und nationaler Meister im Radsport.

## Sportliche Laufbahn
Rubiano war Straßenradsportler und Teilnehmer der Olympischen Sommerspiele 1976 in Montreal. Im Mannschaftszeitfahren kam der Vierer aus Kolumbien mit Cristóbal Pérez, Álvaro Pachón Morales, Julio Rubiano und Luis Manrique auf den 23. Platz.
1974 gewann er die Vuelta a Colombia für Nachwuchsfahrer. 1975 siegte er in der Vuelta a Cundinamarca, 1978, 1980 und 1981 in der Vuelta a Boyacá. 1979 wurde er als Amateur Sieger in der nationalen Meisterschaft im Straßenrennen. 1980 bestritt er die Tour de l’Avenir, die von seinem Mannschaftskameraden Alfonso Florez Ortis gewonnen wurde.
1980 wurde er Berufsfahrer, er fuhr während seiner gesamten Karriere in kolumbianischen Radsportteams. 1982 gewann er das Etappenrennen Vuelta Ciclista de Chile vor Alexi Grewal. Im Clásico RCN wurde er 1978 Zweiter hinter Rafael Antonio Niño. In der Vuelta a Columbia erreichte er 1979 den 2. Platz hinter Alfonso Flórez Ortiz und 1981 hinter Fabio Parra. Etappensiege holte er 1975, 1977 und 1978. Weitere Siege gelangen ihm in den Rennen Vuelta a Cundinamarca 1975 (mit drei Etappensiegen) und 1977 (ein Etappensieg), Doble a Sasaima 1977, Vuelta a Boyacá 1978, 1980 und 1981 (ein Etappensieg) sowie in der Vuelta a Antioquia 1981. 1982 gewann er eine Etappe im Coors Classic.
Bei den Panamerikanischen Spielen 1984 wurde er Dritter im Straßenrennen. In der Tour de France 1983 schied er aus. 1985 zog er sich aus dem professionellen Radsport zurück.